# ورزشگاه پالافلوریو
پالافلوریو یک سالن ورزشی سرپوشیده است که در شهر باری ایتالیا قرار دارد. این ورزشگاه در بین سال‌های ۱۹۸۹ تا ۱۹۹۱ به منظور ایجاد یک منطقه تفریحی ورزشی در محدوده آپولیا ساخته شده‌است.

## امکانات
این ورزشگاه گنجایش ۶۰۰۰ صندلی دارد که آن را به بزرگترین سالن ورزشی در منطقه تبدیل می‌کند، این سالن عمدتاً برای رویدادهای ورزشی، کنسرت‌ها، نمایشگاه‌ها و کنگره‌ها استفاده می‌شود. تیم‌های بسکتبال پایتخت اعم از زن و مرد و همچنین سایر رشته‌های ورزشی در آنجا بازی می‌کنند.
در پایان ژوئیه ۲۰۱۹، کارهای نصب و راه اندازی سیستم روشنایی به پایان رسید. سقف این سالن دارای ۴۴ پروژکتور مخصوص نورپردازی است که باعث ایجاد ۲۰۰۰ لور نور می‌شود.

## ارتقا و نوسازی
این ورزشگاه در سال ۲۰۰۳ به دلیل مشکلات ایستا و تعمیر و نگهداری بسته شد و تا سال ۲۰۰۸ غیرفعال بود. سپس شهرداری باری اقدام به ارتقا این سالن به استانداردهای جهانی نمود که از جمله آن می‌توان به ایجاد مسیر خروج اضطراری، نصب سیستم‌های آتش‌نشانی اشاره کرد.

## پایان نوسازی و بازگشایی
تحویل و بازگشایی این ورزشگاه در ماه مه ۲۰۱۰ انجام شد و سالن ورزشی به‌طور رسمی در ۲ اوت افتتاح شد. تاکنون بازی‌های متعددی در رشته‌های مختلف از جمله والیبال کاراته و بسکتبال در این ورزشگاه برگزار شده‌است. این ورزشگاه همچنین به عنوان یک محل پذیرایی برای مراسمات دولتی و جشن‌های محلی استفاده می‌شود.